# Vindaloo

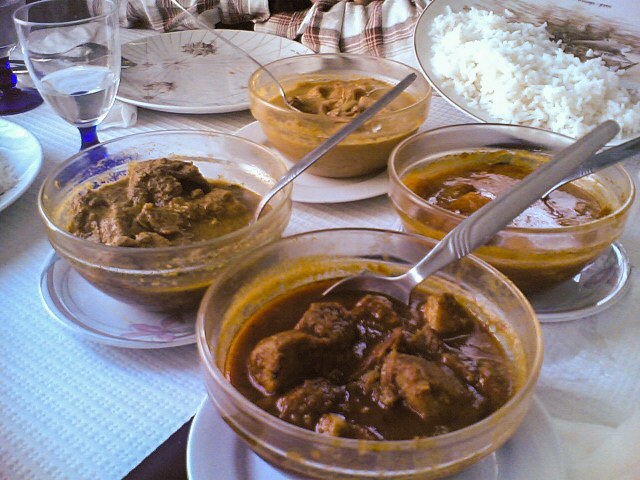
Vindaloo.

Le vindaloo est une famille de plats indiens originaire de la région de Goa et caractérisée par la présence dans sa préparation de l'ail et du vinaigre ou du vin (vindaloo vient du portugais vinho-de-alho signifiant « vin d'ail », alho signifiant « ail » en portugais). Le vin prend ici la place occupée habituellement dans la cuisine indienne par le lait de coco (dans les korma d'Inde du Sud) ou le curd (dans les currys classiques d'Inde du Nord). Toutes les épices traditionnelles utilisées dans les currys classiques sont par ailleurs présentes dans les vindaloo, qui sont bel et bien une branche de la cuisine indienne, et pas une variante de la cuisine européenne.
Cette particularité est une résultante de l'influence portugaise, qui fut à l'origine de la création d'une multitude de plats mélangeant les saveurs des deux traditions culinaires au sein de l'ancienne Inde portugaise. Ces préparations se sont ancrées dans la culture locale et, perpétuées par les générations qui suivirent la décolonisation, ont donné naissance à la famille des currys vindaloo.
Jugé non orthodoxe aussi bien par les hindous que par les musulmans, le vindaloo est peu consommé en dehors de la région de Goa.